# Peintures murales du bouddhisme tibétain

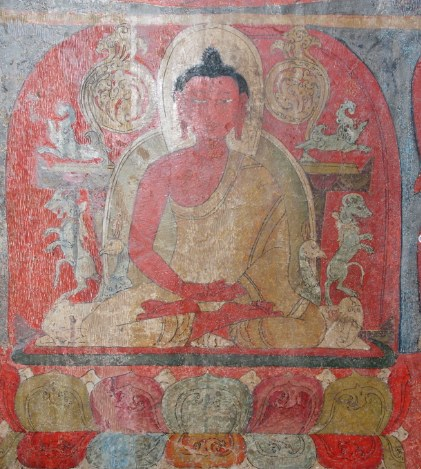
Détail d'une peinture murale représentant le Bouddha Amitābha dans un temple bouddhiste au Ladakh et Inde.

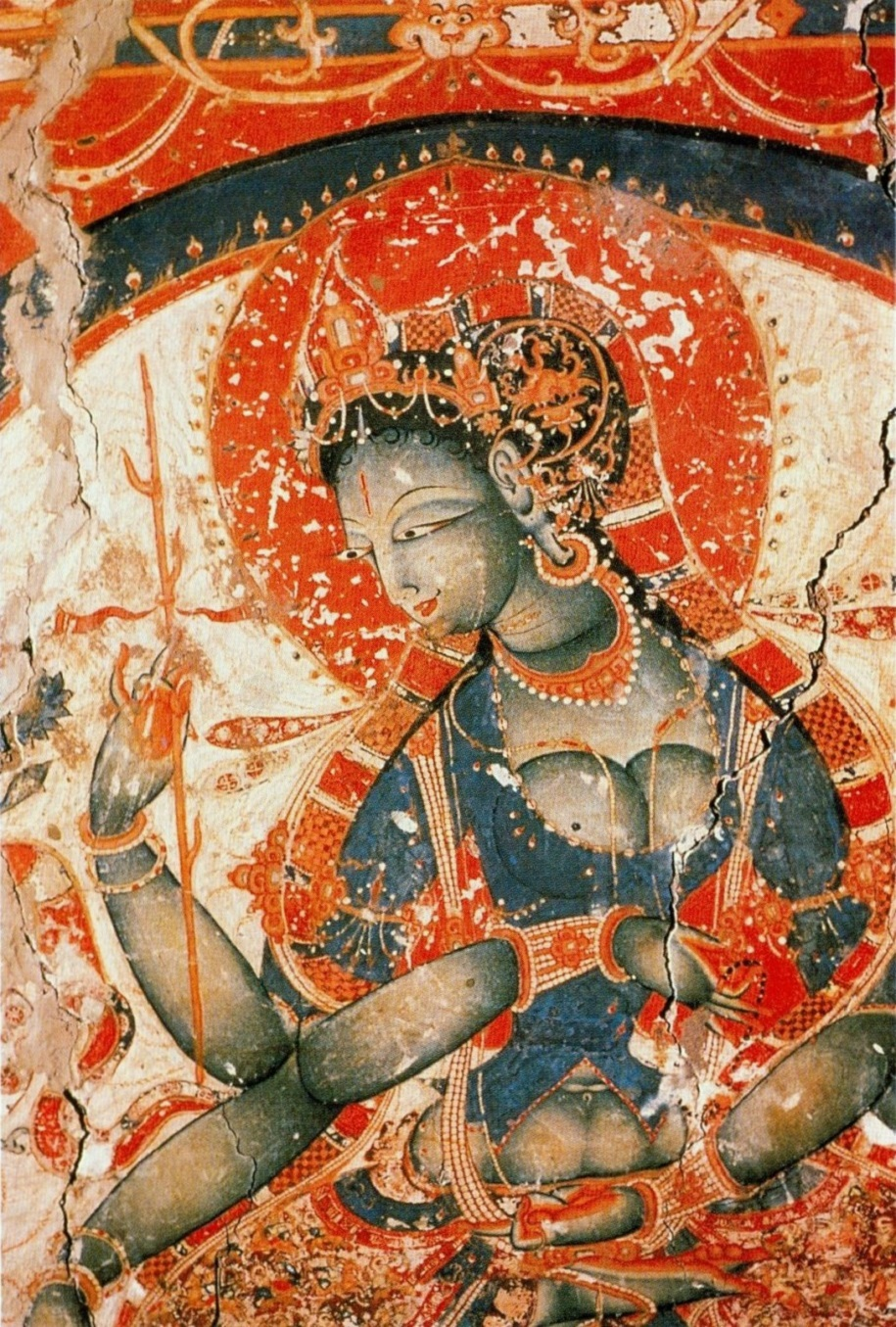
Détail d'une peinture murale représentant Tara verte au Alchi Monastery, fin du XIe siècle.

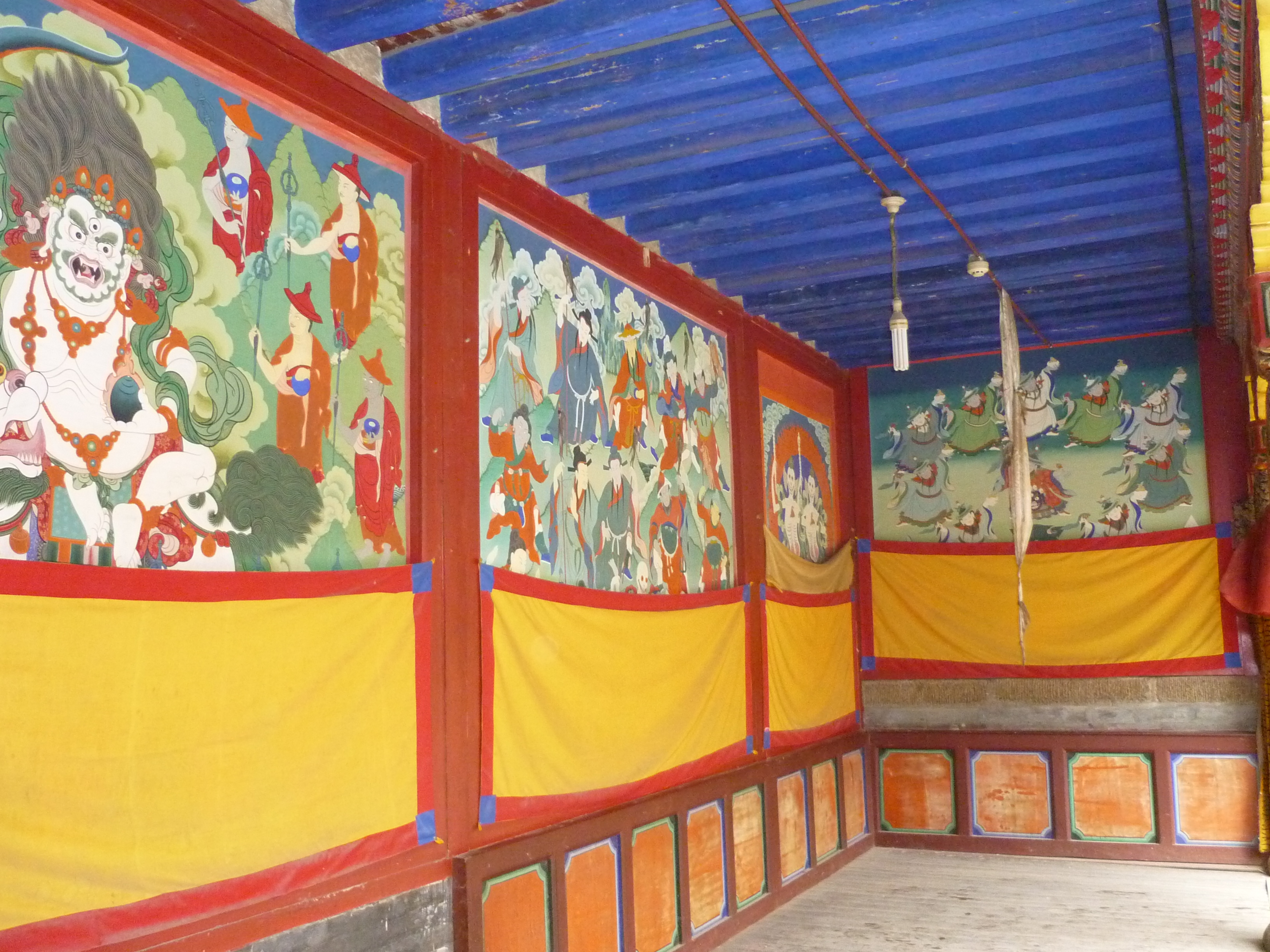
Peintures murales bouddhistes récentes au monastère de Kumbum, province du Qinghai.

Des peintures murales du bouddhisme tibétain se retrouvent dans la plupart des monastères et temples bouddhistes tibétains dans les Himalaya. Malgré de nombreuses destructions au Tibet lui-même, beaucoup d'entre eux survivent, le climat sec du plateau tibétain aidant à leur survie, alors que le climat humide indien a réduit la survie des peintures en Inde. Il y a quelques différences régionales, mais les techniques décrites ici couvrent les peintures murales traditionnelles à travers cette région. Les peintures murales ont été exécutés sur le plâtre de terre avec la peinture a secco . Une peinture a secco (italien) est une technique de peinture dans laquelle les pigments avec leur liant sont utilisés pour peindre sur une cloison sèche.

## Histoire
Les plus anciennes connues sont dans les grottes de Mogao, à Dunhuang, province du Gansu, en Chine. Ces grottes étaient, à l'époque de la création de ces peintures murales, situées dans les colonies de l'Empire tibétain (629 – 877). Elles sont situées aux côtés de peintures murales du bouddhisme han (chinois : 汉传佛教) plus anciennes, et souvent d'influence gréco-bouddhique.[réf. nécessaire]